# Alan Mowbray

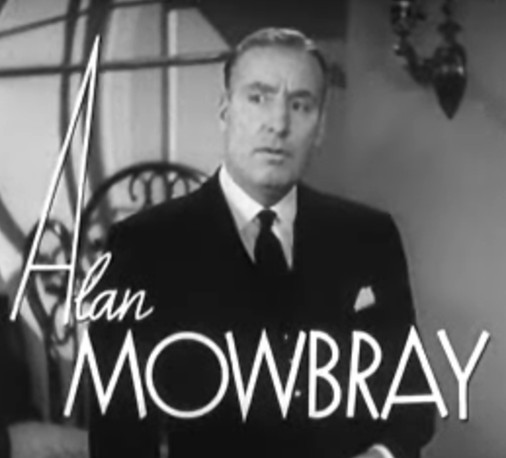
Dans Fantômes en croisière (1939)

Alan Mowbray est un acteur anglais, né Alfred Ernest Allen à Londres (Angleterre) le 18 août 1896, mort d'une crise cardiaque à Hollywood (Californie) le 25 mars 1969.

## Biographie
Installé aux États-Unis, Alan Mowbray apparaît au cinéma de 1931 à 1961 (dont trois films de John Ford), et à la télévision, dans des séries, entre 1951 et 1969 (ainsi, un épisode de Des agents très spéciaux en 1966).
Au théâtre, il joue à Broadway de 1926 à 1929, puis en 1963-1964, dans cinq pièces (dont une, Dinner is served en 1929, écrite et mise en scène par lui).

## Filmographie partielle

### Au cinéma
- 1931 : God's Gift to Women de Michael Curtiz
- 1931 : L'Honneur de la famille (Honor of the Family) de Lloyd Bacon
- 1931 : Guilty Hands de W. S. Van Dyke
- 1932 : Le Revenant (The Man from Yesterday) de Berthold Viertel
- 1932 : Tout au vainqueur (Winner Take All) de Roy Del Ruth
- 1932 : Le Président fantôme (The Phantom President) de Norman Taurog
- 1932 : Hotel Continental de Christy Cabanne
- 1932 : Le Monde et la Chair (The World and the Flesh) de John Cromwell
- 1932 : Jewel Robbery de William Dieterle
- 1933 : The Midnight Club, d'Alexander Hall
- 1933 : Voltaire de John G. Adolfi
- 1933 : Peg o' My Heart de Robert Z. Leonard
- 1933 : Scandales romains (Roman Scandals) de Frank Tuttle
- 1933 : The World Changes de Mervyn LeRoy
- 1933 : Haute Société (Our Betters) de George Cukor
- 1933 : Berkeley Square de Frank Lloyd
- 1934 : La Maison des Rothschild (The House of Rothschild) d'Alfred L. Werker
- 1934 : Et demain ? (Little Man, what now ?) de Frank Borzage
- 1934 : Charlie Chan in London d'Eugene Forde : Paul Frank / Geoffrey Richmond
- 1934 : La Belle du Missouri (The Girl from Missouri) de Jack Conway
- 1934 : Long Lost Father d'Ernest B. Schoedsack
- 1935 : Becky Sharp de Rouben Mamoulian et Lowell Sherman
- 1935 : Gosse de riche (She Couldn't Take It) de Tay Garnett
- 1935 : Je te dresserai (In Person) de William A. Seiter
- 1936 : Désir (Desire) de Frank Borzage
- 1936 : Rose-Marie de W. S. Van Dyke
- 1936 : Marie Stuart (Mary of Scotland) de John Ford
- 1936 : Mon homme Godfrey (My Man Godfrey) de Gregory La Cava
- 1936 : Le Rêve de sa vie (Give Us This Night) d'Alexander Hall
- 1936 : Quatre Femmes à la recherche du bonheur (Ladies in Love) d'Edward H. Griffith
- 1937 : Sur l'avenue (On the Avenue) de Roy Del Ruth
- 1937 : Monsieur Dood part pour Hollywood (Stand-In) de Tay Garnett
- 1937 : Le Couple invisible (Topper) de Norman Z. McLeod
- 1937 : Hollywood Hotel de Busby Berkeley
- 1937 : Musique pour madame de John G. Blystone
- 1938 : Madame et son clochard (Merrily we live) de Norman Z. McLeod
- 1938 : Fantômes en croisière (Topper Takes a Trip) de Norman Z. McLeod
- 1938 : La Pauvre Millionnaire (There Goes My Heart) de Norman Z. McLeod
- 1940 : Musique dans mon cœur (Music in my Heart) de Joseph Santley
- 1941 : Illusions perdues (That Uncertain Feeling) d'Ernst Lubitsch
- 1941 : Ice-Capades de Joseph Santley
- 1941 : Qui a tué Vicky Lynn ? (I Wake Up Screaming) de H. Bruce Humberstone
- 1941 : Lady Hamilton (That Hamilton Woman) de Alexander Korda
- 1942 : Danse autour de la vie (We were dancing) de Robert Z. Leonard
- 1942 : Panama Hattie de Norman Z. McLeod, Roy Del Ruth et Vincente Minnelli
- 1942 : Un drôle de lascar (A Yank at Eton) de Norman Taurog
- 1943 : Le Cabaret des étoiles (Stage Door Canteen) de Frank Borzage (caméo)
- 1943 : Holy Matrimony de John M. Stahl
- 1943 : La Sœur de son valet (His Butler's Sister) de Frank Borzage
- 1943 : L'Amour travesti (Slighty Dangerous) de Wesley Ruggles
- 1943 : So This Is Washington de Ray McCarey
- 1945 : L'Or et les Femmes (Bring on the Girls) de Sidney Lanfield
- 1945 : Suzy des bas-fonds (Sunbonnet Sue) de Ralph Murphy
- 1945 : Earl Carroll Vanities de Joseph Santley
- 1945 : Drôle d'histoire (Where do we go from here ?) de Gregory Ratoff
- 1946 : Le Train de la mort (Terror by Night) de Roy William Neill
- 1946 : La Poursuite infernale (My Darling Clementine) de John Ford
- 1947 : The Pilgrim Lady de Lesley Selander
- 1947 : Des filles disparaissent (Lured) de Douglas Sirk
- 1947 : Capitaine de Castille (Captain from Castille), de Henry King
- 1948 : La Course aux maris (Every Girl Should Be Married) de Don Hartman
- 1948 : Tous les maris mentent (An Innocent Affair) de Lloyd Bacon
- 1949 : You're My Everything de Walter Lang
- 1949 : Deux Nigauds chez les tueurs (Abbott and Costello Meet the Killer, Boris Karloff) de Charles Barton
- 1950 : Le Convoi des braves (Wagon Master) de John Ford
- 1950 : Gare au percepteur (The Jackpot) de Walter Lang
- 1951 : Dick Turpin, bandit gentilhomme (Dick Turpin's Ride) de Ralph Murphy
- 1952 : Barbe-Noire, le pirate (Blackbeard the Pirate) de Raoul Walsh
- 1952 : Androclès et le Lion (Androcles and the Lion) de Chester Erskine et Nicholas Ray
- 1955 : Le Voleur du Roi (The King's Thief) de Robert Z. Leonard
- 1956 : Le Roi et moi (The King and I) de Walter Lang
- 1956 : L'Homme qui en savait trop (The Man who knew too much) d'Alfred Hitchcock
- 1956 : Le Tour du monde en quatre-vingts jours (Around the World in Eighty Days) de Michael Anderson
- 1961 : Le Gentleman en kimono (A Majority of One) de Mervyn LeRoy

### À la télévision (séries)
- 1958 : Première série Mike Hammer, Saison 1, épisode 34 Crepe for Suzette de Boris Sagal
- 1960 : Maverick, Saison 3, épisode 25 The Misfortune Teller d'Arthur Lubin
- 1964 : Première série L'Homme à la Rolls (Burke's Law), Saison 2, épisode 5 Who killed Everybody ? de Richard Kinon
- 1966 : Des agents très spéciaux (The Man from U.N.C.L.E.), Saison 3, épisode 14 Défense d'y voir (The My Friend the Gorilla Affair)

## Théâtre
Pièces jouées à Broadway
- 1926 : Sport of Kings de Ian Hay Beith, avec Walter Kingsford, Mary Forbes
- 1928 : These Modern Women de Lawrence Langner, mise en scène de Rouben Mamoulian, avec Helen Flint, Minor Watson
- 1929 : Dinner is served de (et mise en scène par) Alan Mowbray, avec Fay Holden, Alan Mowbray
- 1929 : The Amorous Antic d'Ernest Pascal
- 1963-1964 : Enter Laughing de Joseph Stein, d'après un roman de Carl Reiner, mise en scène de Gene Saks, avec Sylvia Sidney (puis Mae Questel), Vivian Blaine